# 平野利幸
平野 利幸（ひらの としゆき）は、日本の流体工学者。工学博士(法政大学)。法政大学理工学部機械工学科教授。

## 略歴
1998年に法政大学工学部機械工学科を卒業後、法政大学大学院工学研究科へと進学し機械工学を専攻する。
2007年に同大学院博士後期課程を修了し、東京都立産業技術高等専門学校ものづくり工学科の助教授となる。その後、国士舘大学理工学部教授や同大学院工学研究科教授などを経て、現職。

## 著作等

### 単著・共著
- 『機械工学のための数学』（丸善出版、2013年8月）
- 『演習 機械工学のための数学』（丸善出版、2015年）
- 『しくみ図解シリーズ 機械加工が一番わかる』（技術評論社、2016年）
- 『機械設計技術者のための4大力学』（日本理工出版会、2017年）
- 『しくみ図解シリーズ CADが一番わかる』（技術評論社、2021年）

### 論文
- 『ターボ送風機の静音化に関する研究 羽根出口角度の変更による性能と騒音の変化』（ターボ機械 Vol.31(No.2) 34-38-116 2003年）
- 『Numerical Analysis of Flow within Ultra Micro Centrifugal Compressor Impeller』（Proc. of Seventh International Symposium on Experimental and Computational Aerothermodynamics of Internal Flows Vol.1 25-30 2005年）
- 『Design and prototyping of micro centrifugal compressor for ultra micro gas turbine』（Journal of Thermal Science 14(4) 308-313 2005年）
- 『Study on Noise Reduction in Turbofan (Effects on Performance and Noise by Improving Outlet Angle of Impeller)』（日本ガスタービン学会 Vol.34(No.4) 33-38 2006年）
- 『超小型ガスタービン用遠心圧縮機の要素試作』（ターボ機械 Vol.35(No.1) 57-62-62 2007年）
- 『超小型ガスタービン用遠心圧縮機の要素試作と実験(寸法効果が性能特性に及ぼす影響について) 』（ターボ機械 Vol.35(No.11) 596-601-702 2007年）など

## 専門分野
- 流体工学